# Sangi
Un Sangi (参議) fue un consejero asociado en la Corte Imperial de Japón desde el siglo VIII hasta el periodo Meiji en el siglo XIX.
Esta fue una posición en el daijō-kan, o el gobierno japonés feudal temprano. Fue establecido en el 702 por el Código Taihō.
En las filas de la burocracia imperial, los Sangi se encontraban entre los Shōnagon (consejeros menores) y aquellos con roles más definidos, como los Sadaiben y Udaiben, que eran los administradores encargados de supervisar los ocho ministerios del gobierno.
En una revisión inicial de la jerarquía imperial, el suplemento de Julius Klaproth de 1834 a Nihon Odai Ichiran combinó la posición jerárquica con un papel funcional como director de asuntos de palacio.
Entre los que ocupan este cargo sobresalen tres hermanos:
- Fujiwara no Fusasaki ocupó el cargo de Sangi hasta que murió en el 737 (Tenpyō 9, cuarto mes)[3]
- Fujiwara no Maro ocupó el cargo de Sangi hasta que murió en el 737 (Tenpyō 9, séptimo mes)[3]
- Fujiwara no Umakai ocupó el cargo de Sangi hasta que murió en el 737 (Tenpyō 9, octavo mes)[3]

La posición fue eliminada en 1885. La Cámara de Consejeros (参議院 Sangi'in) y sus miembros fueron nombrados en su honor.

## Contexto
Cualquier ejercicio de poderes significativos de los oficiales de la corte en el período pre-Meiji alcanzó su nadir durante los años del shogunato Tokugawa, y sin embargo, las estructuras centrales del gobierno del ritsuryō lograron perdurar durante siglos.
Para apreciar la oficina Sangi, es necesario evaluar su papel en el contexto tradicional japonés de un marco duradero pero flexible. Esta era una red burocrática y una jerarquía de funcionarios. El papel de Sangi fue un elemento importante en el Daijō-kan (Consejo de Estado). El esquema Daijō-kan mostró ser adaptable en la creación del gobierno constitucional en el período moderno.

### Oficiales más altos delDaijō-kan
Las posiciones más altas en la jerarquía judicial pueden ser catalogadas. Una lista no detallada proporciona una visión superficial dentro de la complejidad y las relaciones interconectadas de la estructura de la corte imperial.
- Daijō daijin (canciller del Reino o ministro principal).[7]
- Sadaijin (ministro de la Izquierda).[7]
- Udaijin (ministro de Derecho).[7]
- Naidaijin (ministro del Centro).[7]

El siguiente nivel más alto de funcionarios fue:
- Dainagon (gran consejero). Había comúnmente tres Dainagon;[7] a veces más.[8]
- Chūnagon (consejero).[9]
- Shōnagon (consejero menor); comúnmente había tres Shōnagon.[7]

Otros burócratas de alto rango que funcionaban con cierta flexibilidad dentro del Daijō-kan fueron;
- Sangi (consejero asociado).[1] Este cargo funcionaba como gerente de las actividades del Daijō-kan dentro del palacio.[2]
- Geki (外記) (Secretaría). Estos son hombres específicamente nombrados que actuaban a la sola discreción del emperador.[2] Entre los deberes de los Geki se incluían escribir las patentes y los títulos conferidos por el emperador. En casos de disputa entre altos oficiales, el Geki redactaba una declaración del caso para ambas partes. Además, cuidaban de cualquier negocio recién introducido.[9]

### Los Ocho Ministerios
Los ministerios de gobierno eran ocho burócratas semiindependientes. Una lista por sí sola no puede revelar mucho sobre el funcionamiento real del Daijō-kan, pero las amplias categorías jerárquicas sugieren la forma en que se analizaron las funciones gubernamentales:
| Izquierda - Ministerio del Centro. - Ministerio de Servicios Civiles; también conocido como el Ministerio de Dirección Legislativa e Instrucción Pública. - Ministerio de Ceremonias; también conocido como el Ministerio del Interior. - Ministerio de Asuntos Populares. | Derecha - Ministerio de Asuntos Militares. - Ministerio de Justicia. - Ministerio del Tesoro. - Ministerio de la Casa Imperial. |

Los ministerios específicos anteriores no estaban agrupados arbitrariamente. Los dos funcionarios de la corte a continuación tenían la responsabilidad de ellos de la siguiente manera:
- Gran Controlador de la Izquierda (左大弁 Sadaiben).[16] Este administrador estaba encargado de supervisar cuatro ministerios: Centro, Servicios Civiles, Ceremonias e Impuestos.[2]
- Gran contralor de la Derecha (右大弁 Udaiben).[16] Este administrador estaba encargado de supervisar cuatro ministerios: Militar, Justicia, Tesorería y Casa Imperial.[2]

## Bibiliografía
- Dickson, Walter G.; Hazeltine, Mayo Williamson (1898). The Eight Boards of Government in Japan. P.F. Collier. OCLC 285881.
- Nussbaum, Louis-Frédéric (2005). Japan encyclopedia. Belknap. ISBN 9780674017535. OCLC 58053128.
- Ozaki, Yukio (2001). The autobiography of Ozaki Yukio: the struggle for constitutional government in Japan. Princeton University Press. ISBN 0691050953. OCLC 45363447.
- Titsingh, Isaac; Klaproth, Julius von; Siyun-zai Rin-siyo (1834). Nipon o daï itsi ran, ou, Annales des empereurs du Japon. OCLC 5850691.
- Varley H., Paul (1980). A chronicle of gods and sovereigns: Jinnō shōtōki of Kitabatake Chikafusa. Columbia University Press. ISBN 0231049404. OCLC 6042764.

- Datos: Q1133663